# 木崎 (新潟市)
木崎（きざき）は、新潟県新潟市北区の町字。郵便番号は950-3304。

## 概要
1889年（明治22年）から現在の大字。新発田川下流域に位置する。
もとは1876年（明治9年）から1889年（明治22年）まであった木崎村の区域の一部で、1876年（明治9年）に内島見興野が改称して成立した。

### 隣接する町字
北から東回り順に、以下の町字と隣接する。
- 笹山
- 内島見
- 笹山東
- 横土居
- 聖籠町大夫興野
- 浦ノ入
- 内島見
- 鳥屋
- 早通
- 下早通
- 松潟
- 新崎
- 樋ノ入
- 北陽
- 下大谷内

## 歴史
内島見興野（うちしまみにしこや）
1730年（享保15年）の新発田藩による阿賀野川の松ヶ崎開削、翌年の松ヶ崎本流化により、新発田の宝光寺が新発田藩から寄進された島見前潟を開発して成立。
1737年（元文2年）に検地を受け、はじめは木崎新田と称した。

### 年表
- 1889年（明治22年）4月1日 : 合併により島崎村の大字となる。
- 1906年（明治39年）4月1日 : 合併により木崎村の大字となる。
- 1924年（大正13年）：小作争議が起こる。同年3月28日に農民側の指導者が自殺、同年4月13日に和解[6]。
- 1955年（昭和30年）3月31日 : 合併により豊栄町の大字となる。
- 1970年（昭和45年）11月1日 : 豊栄町が市制を施行し、豊栄市の大字となる。
- 2005年（平成17年）3月21日 : 合併により新潟市の大字となる。
- 2007年（平成19年）4月1日 : 新潟市の政令指定都市移行により、北区の大字となる。

## 世帯数と人口
2018年（平成30年）1月31日現在の世帯数と人口は以下の通りである。
| 大字 | 世帯数    | 人口    |
| ---- | --------- | ------- |
| 木崎 | 1,492世帯 | 3,942人 |

## 小・中学校の学区
市立小・中学校に通う場合、学区は以下の通りとなる。
| 番地 | 小学校             | 中学校             |
| --- | ------------------ | ------------------ |
| 1番地～998番地1 1006番地2 1014番地4～3434番地1 3436番地6、3442番地3、3449番地 3456番地7～3469番地1 3471番地2～3500番地4 3679番地1～4005番地1 4443番地5～4515番地 5447番地～5516番地 | 新潟市立木崎小学校 | 新潟市立木崎中学校 |

## 主な企業・施設
- 新潟北警察署
- 新潟市立木崎中学校
- 新潟市立木崎小学校
- 豊栄中部工業団地
- 豊栄尾山工業団地
- 新潟リハビリテーション病院

## 交通

### 道路
国道
- 国道7号
  - 新新バイパス
    - 豊栄IC - 道の駅豊栄

県道
- 新潟県道3号新潟新発田村上線
- 新潟県道46号新潟中央環状線
- 新潟県道55号新潟五泉間瀬線　(県道46号との重複区間のみ）
- 新潟県道158号島見豊栄線　(県道46号との重複区間のみ）
- 新潟県道324号豊栄太夫浜線

### バス
新潟交通路線バス
- 尾山 - 木伏 - 競馬場入口 - 木崎小学校前
  - E46　新発田営業所 行
  - E46　大形本町経由　新潟駅前・万代シテイ行
- 尾山 - 木伏 - 競馬場入口 - 樋ノ入入口
  - E44　新潟競馬場 行
  - E44　大形本町経由　新潟駅前・万代シテイ行
- 競馬場入口 - 木崎小グラウンド前 - 尾山ニュータウン前 - 北陽 - 樋ノ入入口
  - 芋黒　新潟医療福祉大学 行
  - 芋黒　豊栄駅北口 行

※土曜・休日・年末年始は全便運休
- 競馬場入口 - 樋ノ入入口
  - 芋黒　新潟競馬場 行
  - 芋黒　豊栄駅前 行

※中央競馬開催日・場外発売日のみ運行

北区バス
- 新潟リハビリテーション病院 - げんき村 - 尾山団地前 - 木崎小グラウンド前 - 尾山ニュータウン - 北陽
  - （陽光ニュータウンルート）北区文化会館　行
- 尾山団地前 - 木崎小グラウンド前 - 尾山ニュータウン - 北陽 - げんき村 - 新潟リハビリテーション病院
  - （陽光ニュータウンルート）陽光ニュータウン　行

※いずれも土曜・休日・年末年始は全便運休